# Герати, Кармелита
Кармелита Герати (англ. Carmelita Geraghty; 21 марта 1901 — 7 июля 1966) — американская актриса немого кино, художница.
Дочь сценариста Тома Герати, сестра писателей Мориса и Джеральда Герати. Родилась в штате Индиана, получила образование в Нью-Йорке.
Она начала сниматься в кино в начале 1920-х годов. Была выбрана в качестве одной из WAMPAS Baby Stars в 1924 году. Вскоре она стала ведущей актрисой, среди её заметных ролей — главная роль в фильме «Сад наслаждений», первом фильме режиссёра Альфреда Хичкока.
С приходом эры звукового кино её карьера пошла на спад. Она перестала сниматься и занялась живописью. Кармелита Герати умерла от сердечного приступа в 1966 году на Манхэттене, в возрасте 65 лет. Похоронена на кладбище Hollywood Forever.

## Фильмография
- 1925 — Сад наслаждений — Джилл Чейни
- 1927 — Моя любимая девушка
- 1931 — Пятьдесят миллионов французов